# Liste des longs métrages kirghiz proposés à l'Oscar du meilleur film international
Cet article présente la liste des longs métrages kirghiz proposés à l'Oscar du meilleur film international.

## Films proposés par le Kirghizistan
| Année (Cérémonie) | Titre français              | Titre original    | Langue(s)                | Réalisateur                      | Résultat                      |
| ----------------- | --------------------------- | ----------------- | ------------------------ | -------------------------------- | ----------------------------- |
| 1998 (71e)        | Le Fils adoptif             | Бешкемпир         | kirghiz                  | Aktan Abdykalykov                | Non nommé                     |
| 2001 (74e)        | Le Singe (it)               | Маймыл            | kirghiz, russe           | Aktan Abdykalykov                | Non nommé                     |
| 2006 (79e)        | L'Été d'Isabelle (ru)       | Сундук предков    | kirghiz, français        | Nurbek Egen (ky)                 | Non nommé                     |
| 2008 (81e)        | Tengri, le bleu du ciel     | Тенгри            | kirghiz                  | Marie-Jaoul de Poncheville       | Non nommé                     |
| 2010 (83e)        | Le Voleur de lumière        | Свет-Аке          | kirghiz                  | Aktan Abdykalykov                | Non nommé                     |
| 2012 (85e)        | Pustoy dom (en)             | Пустой дом        | kirghiz, russe, français | Nurbek Egen (ky)                 | Non nommé                     |
| 2014 (87e)        | La Reine des montagnes (ky) | Курманжан Датка   | kirghiz                  | Sadyk Cher-Niaz (ky)             | Non nommé                     |
| 2015 (88e)        | Heavenly Nomadic            | Сутак             | kirghiz                  | Mіrlan Abdykalykov               | Non nommé                     |
| 2016 (89e)        | Le Testament du père        | Atanyn Kereezi    | kirghiz                  | Bakyt Mukul et Dastan Japar Uulu | Non nommé                     |
| 2017 (90e)        | Centaure                    | Kentavr           | kirghiz                  | Aktan Abdykalykov                | Non nommé                     |
| 2018 (91e)        | Tunku kyrsyk (ru)           | Tunku kyrsyk (ru) | kirghiz                  | Temirbek Birnazarov              | Retiré de la liste définitive |
| 2019 (92e)        | Aurora (en)                 | Aurora (en)       | kirghiz                  | Bekzat Pirmatov                  | Non nommé                     |
| 2020 (93e)        | Jo kuluk (de)               | Жөө Күлүк         | kirghiz                  | Mirlan Abdykalykov               | Non nommé                     |
| 2021 (94e)        | Shambala (ky)               | Шамбала           | kirghiz, anglais         | Artykpai Suyundukov              | Non nommé                     |
| 2022 (95e)        | Prodayetsya dom (gl)        | Продается дом     | kirghiz                  | Taalaibek Kulmendeev             | Non nommé                     |